# エゾオオカミ

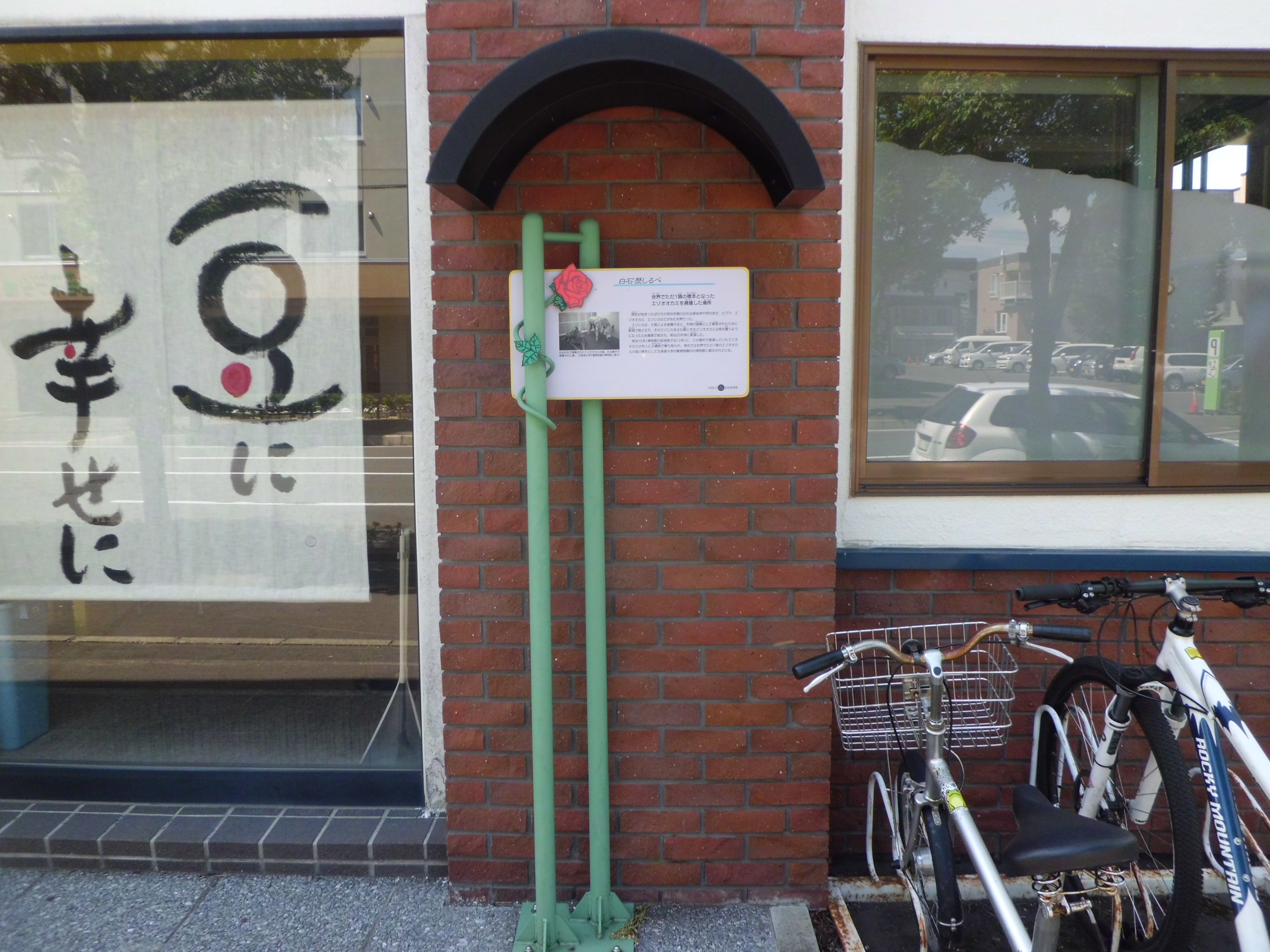
剥製となったエゾオオカミの捕獲場所。札幌市白石区

エゾオオカミ（蝦夷狼、学名:Canis lupus hattai）は、北海道に分布していたタイリクオオカミの亜種。

## 分布
前述通り、かつては北海道に分布していたが、本州、四国、九州のニホンオオカミと同様に明治時代から人間による駆除を目的とした狩猟により減少し、絶滅した。
そのほか、樺太や千島列島にも生息していたといわれる。

## 形態
頭胴長120 - 129センチメートル、尾長27 - 40センチメートル。体毛は黄色っぽく、尾の先端は黒色。両前足には黒斑がある。吻は細長い。
ミトコンドリアDNA分析では、塩基配列がカナダ・ユーコン川流域に生息するオオカミのものと一致している。

## 生態
群れを形成し、主にエゾシカを獲物としていたほか、海岸に打ち上げられたクジラの死体やニシンも食べていた。

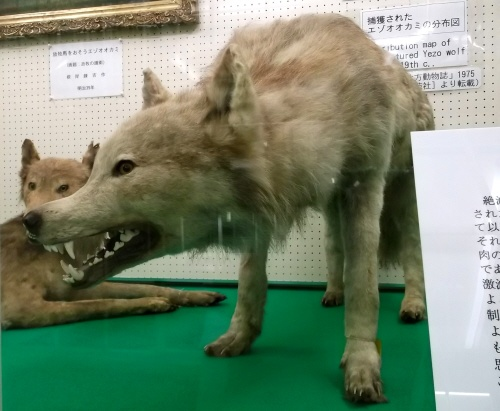
札幌市の北海道大学総合博物館に展示されているエゾオオカミの剥製

古来からアイヌの人々とは共存しており、ホロケウまたはホロケウカムイ（horkew/horokew-kamuy）と呼ばれ、あるいはウォセカムイ（wose-kamuy、'吠える神'）、ユクコイキカムイ（yuk-koyki-kamuy、'鹿を獲る神'）、オンルプシカムイ（onrupus-kamuy、'狩する神'）などの異称で呼ばれていた。
熊送りならぬ「狼送り」の祭典（イオマンテ）の対象とされることもあった（近文コタンや旧・北見国ビボロコタン＝美幌の地域など）。

## 歴史
明治に入り北海道の開拓により獲物のエゾシカが減少し、エゾオオカミは代わりに放牧されたウマを襲うようになったため、明治10年（1877年）に開拓使によって賞金がかけられ駆除が始まった。新冠牧場においてもオオカミによるウマへの被害が酷かったため、エドウィン・ダンの提案により1879年の夏から秋にかけてストリキニーネを用いた毒餌により牧場付近の駆除が実施された。
また、1879年には大雪によりエゾシカ大量死が起こり、さらにエゾオオカミは追い詰められていった。
奨励策が廃止された1888年までの間に、1,539頭（官庁に駆除されたものも含めると推定2,000-3,000頭）が駆除された。その後、1896年に函館の毛皮商によってエゾオオカミの毛皮数枚が扱われたという記録を最後に確認例がなく、根絶されたとみられる。
絶滅の原因については、前述の理由以外にも複合要因と推測され、そのひとつに狂犬病やジステンパーが挙げられているが、今となっては科学的な原因解明をした報告はない。
南部千島列島においても、オオカミの生存は確認されていない。千島列島においては、2004年のロシアの報告において「千島列島（南部、北部ともに含む）にはオオカミはおそらく確実にいないと思われる」と記述してあり、また、樺太からも絶滅したとされる。
エゾオオカミが絶滅した後、北海道ではエゾシカの増加による農業被害が多発する背景もあり、生態系の面からオオカミを再導入しようとする動きもある。